# Sargmaske der Satdjehuti Satibu
Die Sargmaske der Satdjehuti Satibu ist ein Kunstobjekt aus der 17. Dynastie des Alten Ägypten und entstand um 1575 v. Chr. Sie ist von hoher wissenschaftlicher Bedeutung, da sie einen Fixpunkt in der Genealogie der Ahmosiden und in mehrfacher Hinsicht einen Missing Link darstellt, u. a. in der Entwicklung des ägyptischen Totenbuches und der Rischi-Särge am Ende der Zweiten Zwischenzeit. Die Sargmaske wurde vom Staatlichen Museum Ägyptischer Kunst in München erworben und ist dort derzeit eines der Hauptwerke.

## Bedeutung
Die Sargmaske ist ein fragmentarisch erhaltenes Kopfstück eines anthropoiden Holzsarges. Als wichtiges Merkmal nennt sie auf der Innenseite Namen und Titel der Satdjehuti-Satibu sowie deren Abstammung von Tetischeri und liefert damit einen Fixpunkt in der Genealogie der Ahmosiden. Darüber hinaus enthält sie die älteste bekannte Fassung der thebanischen Totenbuchredaktion und gilt als Ausgangspunkt der Kunst des Neuen Reiches.

## Ikonographie und Typologie

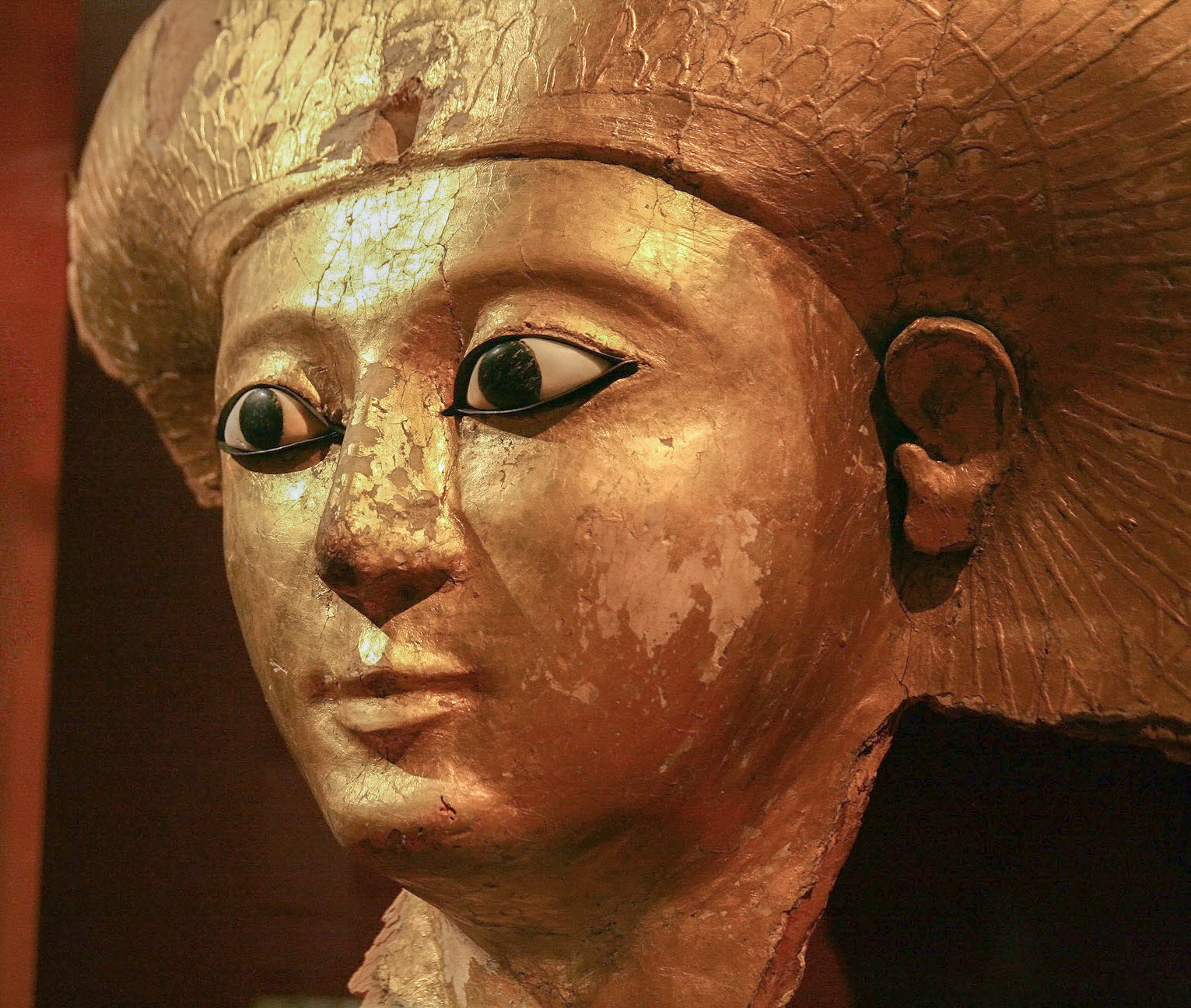
Die Darstellung des Gesichtes

Das auffälligste ikonographische Element der Maske ist eine sehr voluminöse Perücke mit darüber gelegter Geierhaube. Die Perücke ist nur fragmentarisch erhalten und reichte wahrscheinlich bis zur Brust. Es handelt sich um eine Variante der dreiteiligen Langhaar- oder Strähnenperücke, die auch in der Ikonographie weiblicher Gottheiten vorkommt. Möglicherweise kann sie zu einer langen Schneckenperücke fortgesetzt werden, die in großen über Haarscheiben eingedrehten Voluten endet. Die hinteren insgesamt 41 Haarstränge sind abwechselnd in Blau und Gold gehalten, wobei 21 Haarstränge blau und 20 golden sind. Die blauen Haarstränge der vorderen Perückenpartie wurden nachträglich vergoldet, was bei bekannten altägyptischen Sargmasken bisher einmalig ist. Wahrscheinlich sollte damit eine einheitlich vergoldete Sargfront erreicht werden, wie sie der Sarkophag der Ahhotep II. aufweist, dessen Oberfläche fast vollständig vergoldet ist.
Über der Perücke sitzt eine asymmetrische Geierhaube in Form eines Geierbalges, der den Schen-Ring in seinen Fängen hält. Die Position des Geierbalges auf dem Scheitel der Perücke ist ein wichtiges Datierungskriterium. Strähnenperücke und Geierhaube bilden zusammen bei der Sargmaske der Satdjehuti-Satibu den frühesten eindeutig gesicherten Beleg für diese Kombination nach dem Ende des Mittleren Reiches. Die rechteckige Vertiefung auf der Stirn und der darüber liegende trapezförmige Abdruck deuten darauf hin, dass in die Maske eine Uräusschlange eingelassen war.
Typisch für die Ikonographie der Königinnenstatuen des Neuen Reiches ist die Kombination von Geierhaube, Uräus und Hathorperücke. Die Sargmaske scheint ein Prototyp dieser Statuen zu sein. Satdjehuti-Satibu scheint also selbst eine „Königsgemahlin“ gewesen zu sein, obwohl dieser Titel auf der Maske selbst nicht erscheint. Insgesamt stellen das trapezförmige Gesicht, die mögliche Hathorperücke und die kleinen Ohren eine ikonographische, formale und stilistische Anspielung auf die Göttin Hathor dar, deren Heiligtum in Deir el-Bahari zu dieser Zeit besonders verehrt wurde.

## Sargrekonstruktion
Aufgrund der Maße der Maske kann die Gesamtlänge des Sarges auf etwas über 2 m geschätzt werden. Nach der ikonographischen und stilistischen Einordnung würde der zugehörige Sarg zur älteren Rischi-Gruppe zählen. Daraus folgt, dass Satdjehuti-Satibu vermutlich noch vor dem Ende der 17. Dynastie verstarb.

## Inschrift und Texte

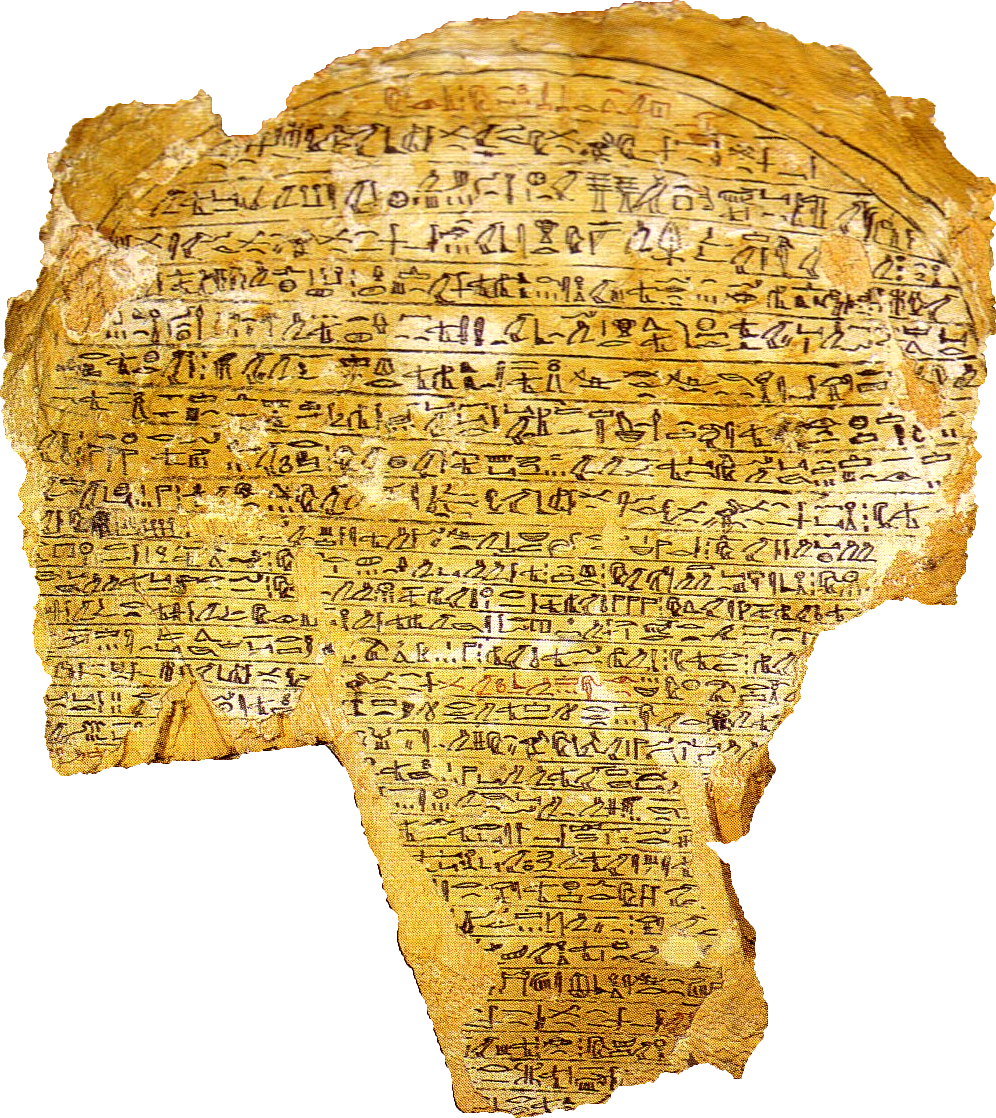
Inschrift auf der Rückseite der Sargmaske

Die Innenseite der Maske ist vollständig beschriftet. Auf 30 Zeilen, von denen die unteren allerdings weitgehend zerstört sind, befinden sich die Totenbuchsprüche 124 („Spruch, zum Tribunal des Osiris hinabzusteigen“), 83 („Spruch, als Phönix Gestalt anzunehmen“), 84 („Spruch, als Reiher Gestalt anzunehmen“) und 85 („Spruch, als lebendiger Ba Gestalt anzunehmen,…“). Die Schrift ist schwarz und rot, es wurden überwiegend Kursivhieroglyphen, vereinzelt aber auch hieratische Zeichen verwendet. Paläographisch lassen sich die Einzelformen der hieratischen Zeichen in die 12./13. Dynastie einordnen. Da die Sargmaske in die 17. Dynastie datiert wird, stellt sie einen Fixpunkt in der Entstehung und Überlieferung des Totenbuches dar. Sie ist das älteste Zeugnis ahmosidischer Totenbuchtexte. Die Auswahl und Abfolge der Sprüche ist bis in die frühe 18. Dynastie üblich.
Die Sargmaske ist auch der einzige Beleg für das Vorkommen von Totenbuchsprüchen auf der Innenseite von Särgen bis in die späte 17. Dynastie. Mit Beginn der 18. Dynastie werden Totenbuchtexte nur noch auf Leichentücher geschrieben, später auch auf Papyri (Totenbuchhandschriften) beigelegt. Auch hier handelt es sich um einen „missing link“, denn bisher waren Totenbuchtexte auf den Leichentüchern von Tetischeri (JE 96805) und der „Königstochter“ Ahmose (Turin 63001) bekannt, welche erst zu Beginn der 18. Dynastie verstarben.
Zwischen den Totenbuchtexten stehen in hieratischer Schrift der Name und die Titulatur der Besitzerin:

„Königstochter (und) Königsschwester Satdjehuti, genannt „Satibu“, die Gerechtfertigte, geboren von der Königsgemahlin Teti-Scheri.“

Die Tatsache, dass Tetischeri nicht als „Gerechtfertigte“ (Verstorbene) genannt wird, lässt den Schluss zu, dass sie ihre Tochter wahrscheinlich überlebt hat. Satdjehuti-Satibu selbst wird nicht als „Königsgemahlin“ bezeichnet, obwohl die Ikonographie sie als solche einordnet. Eine solche Bezeichnung hätte wahrscheinlich Verwirrung gestiftet, da bereits Tetischeri diesen Titel trug.

## Herstellungstechniken und Materialien

### Computertomographie
Die computertomographische Analyse ergab, dass die Sargmaske aus einem einzigen Stück Holz gefertigt wurde, das stark gewunden gewachsen war. Die Ohren wurden wie beim Sarg der Ahhotep II. separat angefertigt und mit Dübeln befestigt. Zwischen den Ohren und der Holzoberfläche wurde zusätzlich Leim aufgetragen, um einen besseren Halt zu gewährleisten. An der linken Außenseite befindet sich ein breiter, tief sitzender Holzkeil, der als Verbindung zur Sargwanne diente. Auch die Nase wurde separat angefertigt und erst nachträglich aufgesetzt. Erst bei der CT-Untersuchung wurde festgestellt, dass sie eine andere Holzstruktur aufweist als der Rest der Maske.

### Holzanalysen
Das Holz wurde mikroskopisch und mikroanatomisch untersucht. Dazu wurde ein loser Holzspan (17 × 9 × 3 mm) von der linken Bruchkante der Sargmaske und ein loser runder Dübel von der hinteren Stoßkante analysiert. Das Ergebnis war, dass das Holz der Maske von einer Sykomore stammte, während der Dübel aus Tamariskenholz bestand, das eine hohe Festigkeit und Härte aufweist.

### Analysen der Oberflächenmaterialien
Die Oberflächenmaterialien wurden mittels Rasterelektronenmikroskopie mit energiedispersiver Röntgenmikroanalyse, Röntgendiffraktometrie (Vertikalgoniometer), Mikroskopie, Protoneninduzierter Röntgenspektroskopie und Wellenlängenspezifischer Elektronenstrahlmikrosonde untersucht. Es wurde festgestellt, dass die Fugen zwischen den Holzteilen versiegelt und die raue Oberfläche vor dem Färben geglättet wurde. Auf der Außenseite wurde eine einschichtige beigefarbene Grundierung aufgetragen, die aus Calcit und Kreide bestand. Die Kreide mit eingeschlossenen Foraminiferen und Coccolithen stammt aus dem Kalkstein Ägyptens, der im Eozän marin gebildet wurde. Das Calcit enthält eine natürliche Verunreinigung aus Quarz und braunen Ocker. Die scharfkantigen Quarzkörner stammen vermutlich aus dem thebanischen Raum.
Die innere Grundierung unter der Inschrift ist grobkörniger und quarzhaltiger. Sie enthält Zusätze von magnesium- und eisenhaltigen Karbonaten, die für eine bessere und widerstandsfähigere Beschreibbarkeit sorgen sollten. Die Unterzeichnungen wurden mit rotem Ocker ausgeführt, die Stege mit einer Art Spritzguss aufgetragen, bei dem gröbere Calcitpartikel als bei der Grundierung verwendet wurden. Diese bestehen aus fein gemahlenen weißen Muschelschalen, die im Roten Meer, im Mittelmeer und im Niltal vorkommen. Im Bereich der Perücke befindet sich direkt auf der Grundierung oder den Stegen eine Vergoldung oder eine blaue Farbschicht aus Ägyptischem Blau, das um 1575 v. Chr. besonders häufig verwendet wurde. Die Maske ist fast vollständig mit Blattgold überzogen, teilweise liegt die Goldschicht auch über dem Ägyptischen Blau. Es sind bis zu 2 übereinanderliegende Blattgoldschichten von ca. 10 µm vorhanden.
Das Blattgold besteht zu 92 % aus Gold, zu 6 % aus Silber und zu 1 % aus Bronze, einer weichen und gut verformbaren Legierung. Das Gold stammt also nicht aus der Ägyptischen Ostwüste, wo der Goldgehalt zwischen 80 % und 85 % liegt. Die Herkunft des Goldes lässt sich jedoch nicht eindeutig bestimmen. Es könnte sich um Waschgold aus den Wadigründen oder den Nilsedimenten in Nubien handeln. Es könnte sich aber auch um natürlich gereinigtes Gold aus den oberen Teilen von Goldquarzadern handeln, das durch Verwitterung von Pyrit entstanden ist. Die Zusammensetzung des Blattgoldes ist weitgehend konstant, nur an kleinen Stellen am Hinterkopf und am Kinn beträgt der Silbergehalt 9 %, was auf eine nachträgliche Ergänzung schließen lässt. Ein leicht schwankender Kupfergehalt und eine unterschiedliche Oberflächenbehandlung führen zu stellenweisen Farbunterschieden des Blattgoldes.

### Analyse der Augeneinlagen
Die Untersuchung der Augeneinlagen erfolgte mittels Wellenlängenspezifischer Elektronenstrahlmikrosonde und Stereomikroskopie. Die Augen wurden einzeln bearbeitet und erst hinterher eingesetzt. Jedes Auge besteht aus 3 Teilen: den Augenlidern aus Kupfer, dem Augapfel aus Marmor und der Iris aus Obsidian. Der verwendete Marmor ist der einzige sichere Beleg für die Verwendung vor dem Neuen Reich. Die Augenlider bestehen aus sehr reinem Kupferblech. Die Zusammensetzung entspricht der des Kupfers aus Timna in Israel, doch gibt es keine gesicherten Provenienzzuordnungen von Kupferartefakten zu anderen bekannten Kupferlagerstätten.
Die Augäpfel bestehen aus weißem Marmor, der in der Ägyptischen Ostwüste vorkommt. Wegen der runden Form der Augen stammt der Marmor wahrscheinlich nicht aus einem Steinbruch, sondern wurde auf natürliche Weise geformt. Mit einer Härte von 3 ist er sehr weich und daher leicht zu bearbeiten. Die Iris aus Obsidian stammt ebenfalls aus der Ägyptischen Ostwüste. Sie enthält kleine porphyrische Einschlüsse aus gut kristallisiertem rosa Orthoklas und grauem Quarz, gelegentlich auch kleine Hohlraumfüllungen aus bläulichem Hauyn (Mineral der Sodalithreihe).

## Werkverfahren
Anhand der Analysen kann der Herstellungsprozess genau rekonstruiert werden. Zunächst wurde eine Grundierung auf die Außenseite der Holzoberfläche aufgetragen, um Unebenheiten auszugleichen und einen gleichmäßigen Farbauftrag zu ermöglichen. Dann wurde eine rote Vorzeichnung der Perücke und der Geierhaube angefertigt. Danach wurden die Stege aufmodelliert und mit der Blaufassung der Strähnen begonnen. Dann wurde Blattgoldschicht aufgetragen und mit einem Adhäsionsmittel, vermutlich Eiweiß, zusätzlich verfestigt. Danach wurden die blauen Strähnen nachvergoldet. Zuletzt wurde die Innenseite grundiert, ohne Vorzeichnung liniert und beschriftet.
Der Sargdeckel bestand nicht aus einem einzelnen Baumstamm, sondern wurde in der Patchwork-Technik hergestellt, die auch für den Sarkophag der Ahhotep II. verwendet wurde. Die Sargmaske besteht wie bei den anderen Rischi-Särgen der 17. Dynastie aus dem Stamm einer ca. 20 m hohen Sykomore. Normalerweise wurden königliche Särge aus kostbarem Zedernholz aus dem Libanon gefertigt, aber da die Handelsverbindungen durch die Hyksos abgeschnitten waren, musste man auf heimisches Sykomorenholz zurückgreifen. Erst Anfang der 18. Dynastie, als die Hyksos aus Ägypten vertrieben wurden, wurde wieder Zedernholz als Material verwendet.
Die Iris aus Obsidian wurde in eine konische Vertiefung in den Augapfel eingesetzt und mit einem schwarzen, sehr harten Klebstoff, möglicherweise Bitumen, fixiert. Die Augen unterscheiden sich deutlich, die Iris des linken Auges ist viel größer als die des rechten. Eine leichte Schrägstellung und eine unmerkliche Asymmetrie vermitteln den Eindruck eines leichten Schielens. Die Augenlider sind jeweils aus einem einzigen Stück Kupferblech geschnitten und geformt. Ein ausgeklügelter Federmechanismus sorgt für den passgenauen Sitz in den Augenhöhlen. Die Lider wurden nochmals mit einer harzähnlichen Substanz fixiert.
Das Spritzgussverfahren der Stege ist einzigartig und stellt eine technologische Innovation dar. Das Dekor der anderen Särgen war immer eingeritzt, zu Beginn der 18. Dynastie wurde im oberen Teil des Sarges ein Holzrelief angefertigt und mit Blattgold überzogen, während im unteren Teil des Sarges die Ritztechnik beibehalten wurde. Die Sargmaske ist also wieder ein „missing link“, wahrscheinlich wurde das arbeitssparende Spritzgussverfahren wieder aufgegeben, da es sich als sehr empfindlich und instabil erwies.